# Gaston Julia

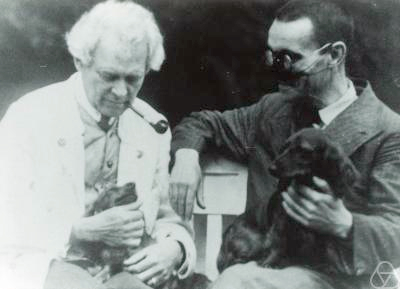
Gaston Julia met Gustav Herglotz (links)

Gaston Maurice Julia (Sidi-bel-Abbès (Algerije), 2 februari 1893 – Parijs, 19 maart 1978) was een Frans wiskundige.
Julia was een zoon van een ambachtsman. Zijn mathematische begaafdheid werd al jong ontdekt. Zowel voor de eliteschool École Normale Supérieure als voor de École polytechnique, die niet minder in aanzien staat, deed hij op zijn achttiende toelatingsexamen. In beide gevallen was hij de beste van alle geëxamineerden. Hij koos voor de eerste opleiding en al in 1913 publiceerde hij zijn eerste wiskunde-artikel. Daarna gooide de Eerste Wereldoorlog roet in het eten: hij moest dienst nemen als tweede luitenant. In januari 1915 raakte hij zwaargewond. Vele operaties brachten hem geen soelaas: hij moest door het leven gaan met een leren kapje op de plaats waar zijn neus was geweest. 
In de periode waarin hij middels pijnlijke operaties weer werd opgelapt behaalde hij de titel van doctor en deed hij zijn wiskundige onderzoekingen. In 1918 legde hij het resultaat neer in een artikel van 199 pagina's in het Journal de mathématiques pures et appliquées over 'iteratieve toepassing van rationale functies', Mémoire sur l'itération des fonctions rationnelles.
In dit artikel werd de beroemde Juliaverzameling beschreven in termen van operaties met complexe getallen. Het artikel ging over de iteratie (herhaalde opeenvolgende toepassing) van rationale functies van complexe getallen.
Julia legde daarmee de grondslag voor de theorie van de fractalen. Hij kreeg voor zijn artikel de Grote Prijs van de Académie des Sciences en werd professor aan de École Polytechnique in Parijs. Later werd hij hoogleraar in de geometrie. In 1934 werd hij verkozen voor het lidmaatschap van de Académie des Sciences. 
Ondanks zijn faam raakte hij enigszins in de vergetelheid. Pas toen Benoît Mandelbrot hem noemde in zijn publicaties uit de jaren zeventig kreeg hij weer aandacht in Frankrijk.